# Bang!
Bang (estilizado como Bang!) é o terceiro álbum de estúdio da artista musical brasileira Anitta, lançado originalmente em 13 de outubro de 2015 pela Warner Music. Como produtores executivos do álbum, Anitta, Umberto Tavares e Mãozinha colaboraram com diversos profissionais, incluindo Rafael Castilhol, Pedro Dash, Jeff, Dan e Breder. Liricamente, aborda aspectos relacionados ao amor e ao empoderamento feminino. Em termos musicais, Bang é um álbum pop que incorpora fortemente influências de estilos como R&B, funk melody, reggae, samba de gafieira e dance-pop. Segundo matéria da Folha de S.Paulo, Anitta revelou em que não escreveu as letras das músicas do álbum (apesar de ser creditada), ela disse que da o título da canção ou um tema e os produtores desenvolvem o material, sendo aprovado ou não.
Comercialmente, o álbum alcançou a terceira posição entre os mais vendidos no Brasil, vendendo 300 mil cópias com adição de streaming, sendo dessas apenas 80 mil em vendas puras. Deste, foram retirados os singles "Deixa Ele Sofrer", a faixa homônima, "Essa Mina É Louca" e "Cravo e Canela".

## Antecedentes
Logo após o lançamento do último single do álbum Ritmo Perfeito, "No Meu Talento", Anitta confirmou que estava trabalhando em novas músicas para o projeto sucessor do mesmo. Os estilos das faixas foram mantidos em segredo até "Deixa Ele Sofrer", a primeira música de trabalho do disco, pois não haviam sido divulgadas prévias oficiais do que se trataria o álbum. Trechos de algumas músicas como "Me Leva a Sério" já haviam vazado na Internet desde meados de junho. Em setembro, a cantora comentou sobre seu novo álbum: "Estou muito focada no meu CD. Vem uma nova Anitta aí e vou mudar o visual", ainda comentando sobre seu sonho de ter uma carreira internacional e a possibilidade de realizá-lo no ano seguinte.

## Arte da capa
A capa do álbum foi feita pelo artista brasileiro Giovanni Bianco. Ela mostra a cantora numa foto em preto e branco, mas com detalhes em colorido, com a língua para fora e um óculos escuros com seu nome escrito. De acordo com Bianco, a cantora lhe passou "um briefing muito precioso: 'Quero e preciso falar com as crianças e com os adultos. Meus fãs têm todas as idades. Quero algo divertido, pop, feliz', e essa foi a minha inspiração total". Segundo Anitta, foi a primeira vez que teve coragem de deixar todo o processo sob responsabilidade de outra pessoa. "Pedi para ele fazer uma arte que mostrasse força. Ele fez com o 'bang', mas era para ser provisório. Gostei tanto que resolvi compor uma música com esse título", disse. Para Gabriel Justo da revista Capricho, a capa o fez lembrar de "Bang Bang", single das cantoras Jessie J, Ariana Grande e Nicki Minaj, e o detalhe do nome "Anitta" escrito no óculos lembrava de longe a capa do álbum Unapologetic, da cantora Rihanna. Poucas horas após a divulgação da capa, ela repercutiu nas redes sociais e virou meme entre fãs e famosos, que divulgaram fotos imitando a pose da cantora na capa.

## Lançamento e divulgação
Anitta divulgou trechos das letras de todas as músicas de Bang através do site "descubrabang.com", em ordens aleatórias e sem nomes. Na madrugada do dia 9 de outubro de 2015, quatro dias antes do lançamento oficial, o álbum foi disponibilizado para download em um site de domínio chinês. O link original logo foi retirado do ar, mas, por conta da rápida propagação o disco foi hospedado em outras dezenas de sites para download.
Em 23 de agosto de 2015, Anitta foi ao Domingão do Faustão, da Rede Globo, e cantou "Deixa Ele Sofrer" com um figurino composto apenas por uma camisa social larga branca. Em 25 de outubro, ela voltou ao programa para divulgar Bang. Ela apresentou a faixa-título enquanto vestia  um vestido preto transparente com algumas estrelas. Em novembro, a cantora foi ao Encontro com Fátima Bernardes da mesma emissora para apresentar "Bang". A apresentadora dançou a coreografia junto com Anitta, tornando-se viral na internet. No mês seguinte, outra apresentação foi feita no Programa Xuxa Meneghel da Rede Record junto com o single anterior. Em dezembro, após ganhar o prêmio de melhor cantora no Melhores do Ano de 2015, Anitta apresentou a canção. Em janeiro de 2016, Anitta foi ao programa Mais Você apresentado por Ana Maria Braga e cantou a faixa juntamente com "Deixa Ele Sofrer", vestindo um short e jaqueta amarelos. A cantora apresentou "Bang" e "Essa Mina É Louca" acompanhada de Jhama no Caldeirão do Huck em 13 de fevereiro de 2016. Em março, ela retornou ao Domingão do Faustão e cantou "Essa Mina É Louca" acompanhada novamente por Jhama. No mês seguinte, em sua estreia como apresentadora no Música Boa Ao Vivo do Multishow, ela cantou novamente a canção. Em julho, no mesmo programa, Anitta apresentou a mesma faixa, mas desta vez acompanhada pela banda Aviões do Forró.

## Recepção
| Críticas profissionais | Críticas profissionais |
| Avaliações da crítica  | Avaliações da crítica  |
| Fonte                  | Avaliação              |
| ---------------------- | ---------------------- |
| Veja                   | Positiva               |
| Notas Musicais         | [ 20 ]                 |
| G1                     | Mista                  |
| Território da Música   | [ 22 ]                 |

Bang recebeu críticas mistas dos críticos de música, mas pontuaram como o melhor dela. Luís Lima, da revista Veja, disse em reportagem que "Bang é sonoramente mais ousado e experimental que os dois anteriores - Anitta (2013) e Ritmo Perfeito (2014). Mas os três guardam uma característica em comum: a maioria das letras aborda temas relacionados ao amor e ao empoderamento feminino." Rodrigo Ortega e Braulio Lorentz do portal G1 disse que as faixas "Volta Amor" e "Cravo e Canela" eram ruins e ainda chamou "Me Leva a Sério" de pesadelo, "no geral, Bang mira com precisão no pop, embora erre o alvo tantas vezes. Quando acerta, aí é para matar." Mauro Ferreira, do site Notas Musicais deu 3 estrelas (60/100) e disse que Bang é o melhor álbum de Anitta e que era superior a seus dois álbuns lançados anteriormente. Ele classificou a faixa-título junto com as canções "Gosto Assim", "Deixa a Onda Te Levar" e "Me Leva a Sério" como as melhores do CD, mais negativou as faixas "Parei" e "Pode Chegar" dizendo que erram o alvo com suas batidas triviais e mais do mesmo. Ainda finalizou: "Bang! é disco pré-concebido em sala de marketing".
Tate Montenegro do Território da Música deu ao álbum 3 estrelas, elogiou dizendo que Bang é um degrau que pode levar Anitta a alcançar novos horizontes. Silvestre Mendes do site Pop de Botequim disse: "Diferente dos projetos de estúdio anteriores, Bang teve um acabamento mais cirúrgico. Cada faixa apresenta sua identidade, sem se confundir com as músicas ouvidas anteriormente. E isso é um saldo bem positivo". Ele destacou as faixas "Cravo e Canela" chamando de "love hit", "Essa Mina é Louca" classificando como "bem divertida", "Gosto Assim" de "massive hit" com cara de faixa internacional, e que "Show Completo" havia "[grudado] de cara e me fez ouvir seguidamente umas cinco vezes". E completou dizendo que Bang "acaba sendo a confirmação que Anitta não veio ser dona de um único sucesso, mas de vários seguidos. O novo trabalho abre portas bem positivas para o estilo que a cantora vem abraçando".

## Desempenho comercial
Bang estreou na terceira posição na ABPD Top Álbuns, com sua tiragem inicial de quarenta mil cópias. Totalizando o disco vendeu 80 mil cópias puras. Com a adição de streaming que começou a contar no Brasil no inicio de 2016, ele totalizou trezentas mil cópias. Bang se tornou o álbum mais vendido da artista, superando seu álbum de estreia, Anitta (2013), que vendeu 170 mil cópias, mas o álbum de estreia é o que detém em vendas puras. 

## Singles
- "Deixa Ele Sofrer" foi lançada em 16 de julho de 2015 como download digital.
- A faixa título "Bang" foi lançada em 9 de outubro de 2015 em várias plataformas digitais, também foi um sucesso ficou em 1° lugar no iTunes por vários dias e no Spotify Brasil. O vídeo musical de "Bang" no YouTube bateu o seu próprio recorde, alcançando a marca de 1 milhão de visualizações em 6 horas depois do lançamento, e tendo em média por uma semana mais de 1 milhão de views por dia. O vídeo já conta com mais de 300 milhões de exibições.[1]
- A faixa "Essa Mina É Louca" foi escolhida para servir como terceiro single do disco. O vídeo musical da canção conta com a participação de Ísis Valverde,[27] e foi lançado em 14 de janeiro de 2016.[3][28]
- Em uma entrevista, Anitta confirmou "Cravo e Canela" como quarto e último single do disco. O nome da música, após o anúncio, ficou como um dos termos mais comentados no microblogging Twitter.[29]

## Lista de faixas
Créditos adaptados do encarte do álbum.
| Bang – Edição padrão |                                     |                                                             |                  |         |  |
| N.º                  | Título                              | Compositor(es)                                              | Produtor(es)     | Duração |  |
| 1.                   | "Bang"                              | Anitta Umberto Tavares Jefferson Junior Matheus Santos      | Tavares Mãozinha | 3:11    |  |
| 2.                   | "Deixa Ele Sofrer"                  | Anitta Tavares Junior Santos                                | Tavares Mãozinha | 2:51    |  |
| 3.                   | "Cravo e Canela" (part. Vitin)      | Jhama Pablo Bispo                                           | Tavares Mãozinha | 3:20    |  |
| 4.                   | "Parei"                             | Anitta Tavares Junior                                       | Tavares Mãozinha | 2:33    |  |
| 5.                   | "Essa Mina É Louca" (part. Jhama)   | Jhama Bispo                                                 | Rafael Castilhol | 2:40    |  |
| 6.                   | "Atenção"                           | Santos                                                      | Tavares Mãozinha | 2:56    |  |
| 7.                   | "Gosto Assim" (part. Dubeat)        | Anitta Dubeat DJ Kalfani                                    | DJ Kalfani       | 3:18    |  |
| 8.                   | "Show Completo"                     | Anitta Tavares Junior                                       | Tavares Mãozinha | 2:37    |  |
| 9.                   | "Volta Amor"                        | Anitta André Vieira Wallace Vianna                          | Tavares Mãozinha | 2:34    |  |
| 10.                  | "Sim" (part. ConeCrewDiretoria)     | Anitta Ari Batoré Jhama MC Cert MC Maomé Papatinho R. Money | Papatinho        | 3:06    |  |
| 11.                  | "Pode Chegar" (part. Nego do Borel) | Anitta Tavares Junior                                       | Tavares Mãozinha | 3:06    |  |
| 12.                  | "Eu Sou do Tipo"                    | Anitta Vieira Viana                                         | Tavares Mãozinha | 2:18    |  |
| 13.                  | "Deixa a Onda Te Levar"             | Anitta Tavares Junior                                       | Tavares Mãozinha | 2:25    |  |
| 14.                  | "Me Leva a Sério"                   | José Tiago Pereira                                          | Pedro Dash Dan   | 2:50    |  |
| Duração total:       | Duração total:                      | Duração total:                                              | Duração total:   | 42:35   |  |

| Bang – Faixas bônus da edição deluxe |                                       |                                             |                  |         |  |
| N.º                                  | Título                                | Compositor(es)                              | Produtor(es)     | Duração |  |
| 15.                                  | "Deixa Ele Sofrer" (Acústico)         | Anitta Tavares Junior                       | Tavares Mãozinha | 2:42    |  |
| 16.                                  | "Totalmente Demais" (part. Duduzinho) | Arnaldo Brandão Tavinho Paes Roberio Rafael | Tavares Mãozinha | 2:43    |  |
| Duração total:                       | Duração total:                        | Duração total:                              | Duração total:   | 45:19   |  |

## Desempenho nas tabelas musicais

### Paradas semanais
| Tabela Musical (2015)    | Melhor posição |
| ------------------------ | -------------- |
| Brasil (ABPD Top Álbuns) | 3              |

## Vendas e certificações
| Região                                      | Certificação | Vendas  |
| ------------------------------------------- | ------------ | ------- |
| Brasil (Pro-Música Brasil)                  | Diamante     | 300,000 |
| *números de vendas baseados na certificação |              |         |